# Alebrije

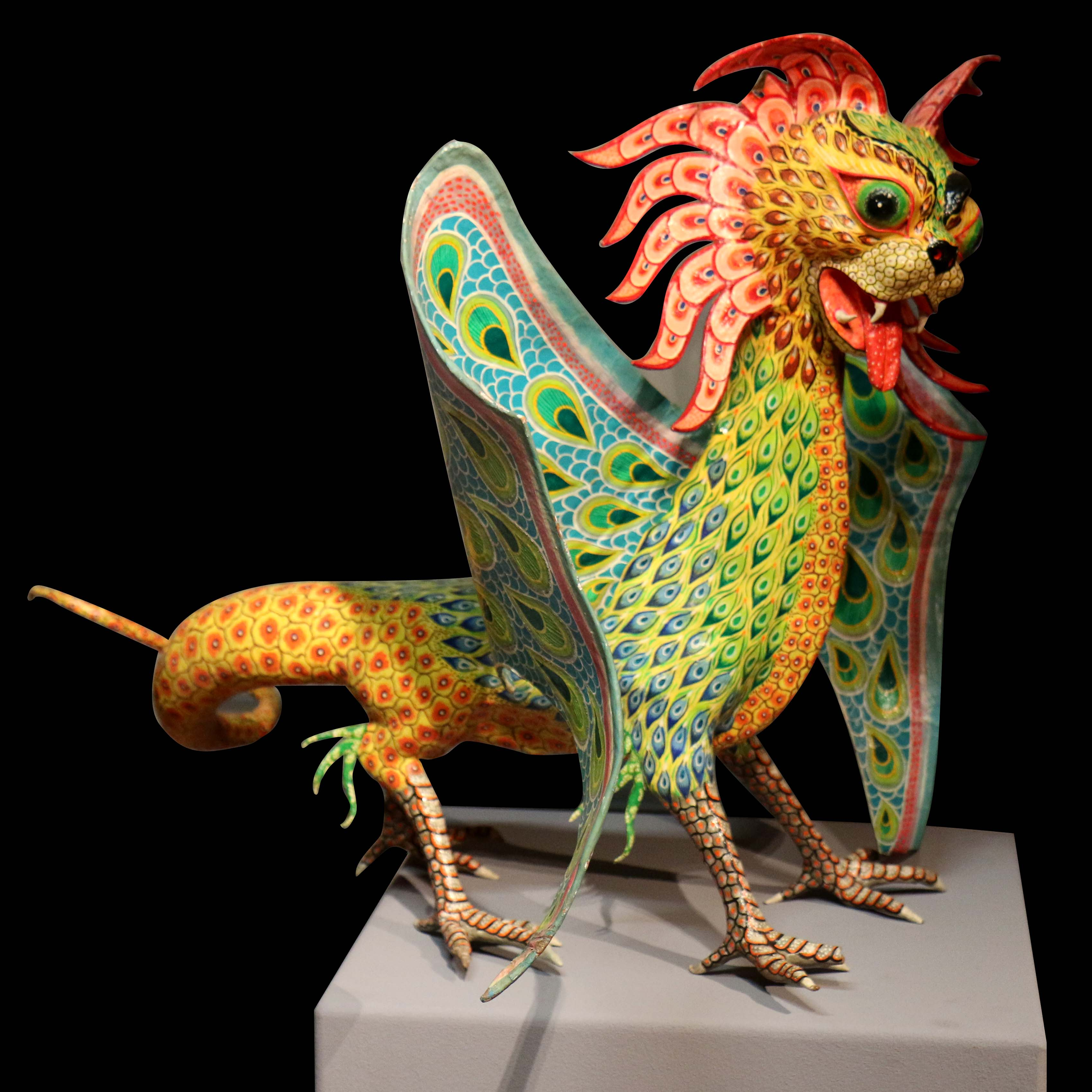
El alebrije es una artesanía mexicana hecha de cartón o de madera, y pintada de colores, que representa un ser fantástico.

El alebrije es un tipo de artesanía originaria de México. Se trata de artesanías fabricadas con cartón o papel, y estructura de alambre, o con madera (tradicionalmente de copal), que se pintan con colores mayormente alegres y vibrantes. Los alebrijes son seres imaginarios conformados por elementos fisonómicos de animales diferentes, una combinación de varios animales, no solo fantásticos sino también reales que forman un ser fantástico.
En la técnica empleada para los alebrijes de cartón o papel se usa una estructura de alambre varilla de papel o de carrizo sobre la que se procede a dar capas con papel hasta formar un cartón de donde viene el nombre; y por último, se realiza el acabado con diversas técnicas de pintura. Oficialmente fueron creados por el artista mexicano Pedro Linares López, aunque existen otras dos versiones de su origen poco mencionadas.

En 1936, con 30 años, Pedro, cartonero de oficio y originario de la Ciudad de México, enfermó, perdió la consciencia y cayó en un profundo sueño que le revelaría unas criaturas extrañas que cambiarían su destino como artesano de La Merced. Enfermo y sin acceso a médicos que pudieran tratar su enfermedad, sus hermanas intentaron hacerlo reaccionar con remedios caseros, sin resultado alguno.

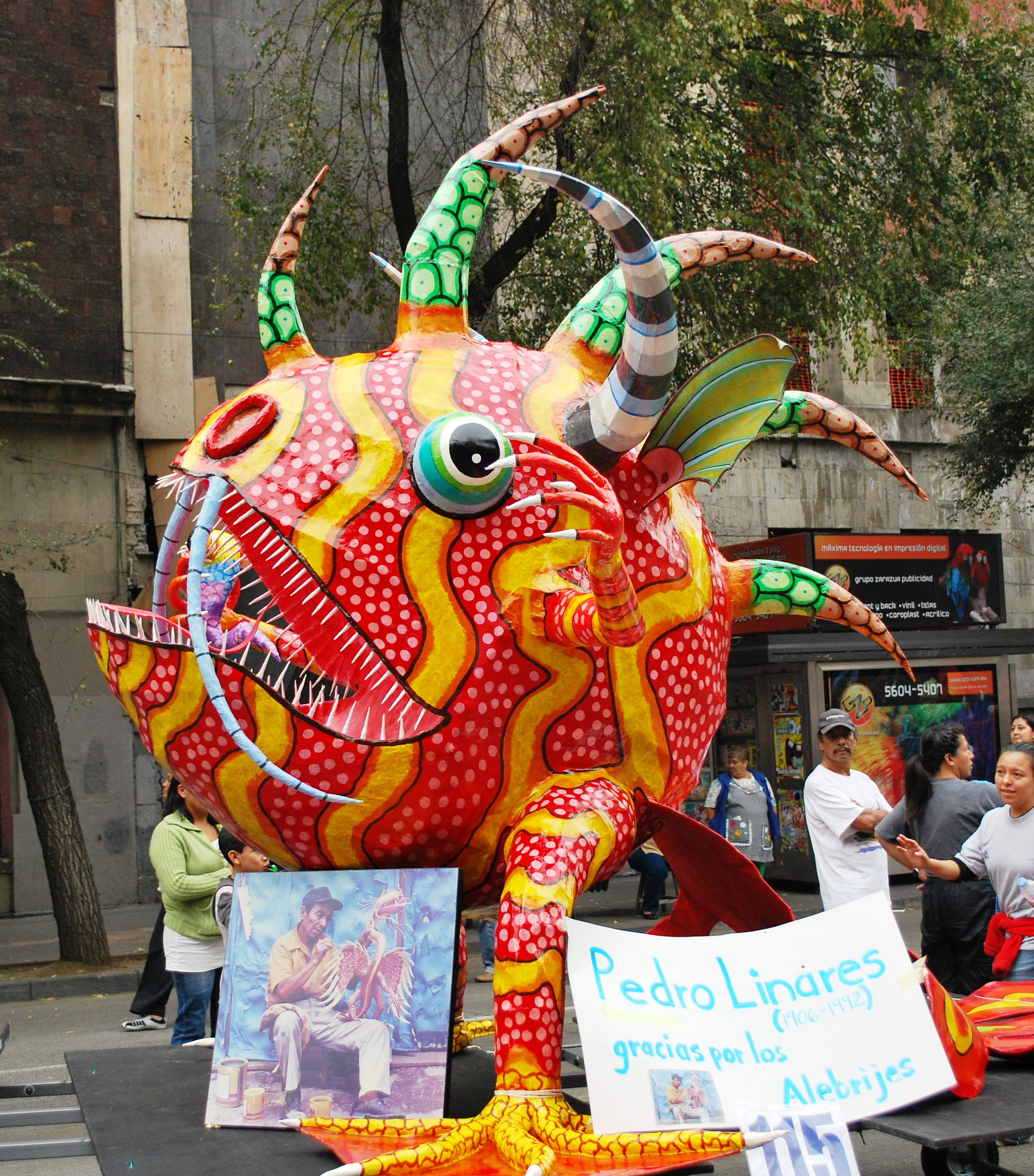
Alebrije en homenaje a Pedro Linares.

Se dice que, en cama e inconsciente, Pedro soñaba con un lugar extraño e interesante, muy apacible, algo así como un bosque en el que había árboles, rocas y animales; podía ver las nubes y el cielo de aquel mágico escenario. Él sentía que todo estaba en calma, no experimentaba dolor alguno y era feliz por estar caminando en ese lugar; sin embargo, de repente, los animales se convirtieron en criaturas extrañas; se trataba de animales que no podía distinguir porque eran de una naturaleza muy rara. Don Pedro vio un burro con alas, un gallo con cuernos de toro, un león con cabeza de perro. Todos esos animales gritaban al unísono una sola palabra: ¡Alebrijes! Gritaban más y más fuerte: ¡Alebrijes, alebrijes, alebrijes! 

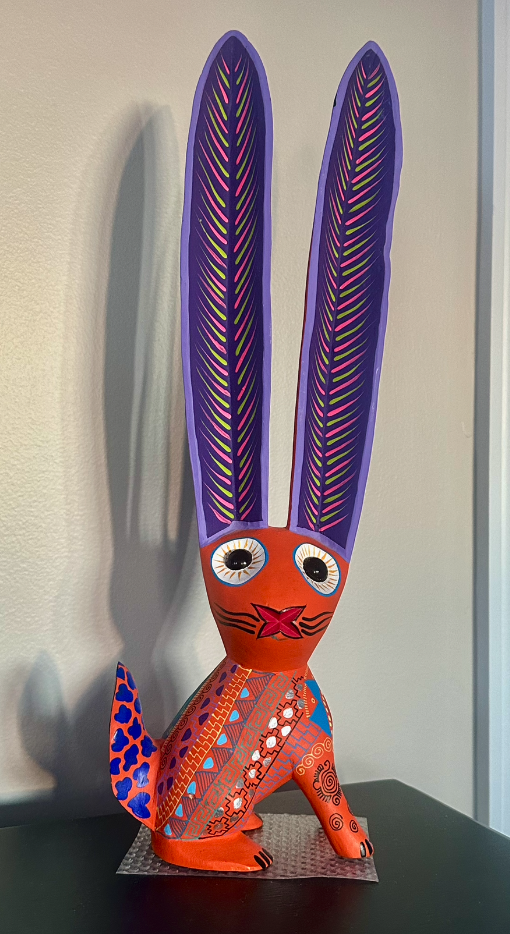
Alebrije mexicano contemporáneo

Pedro siguió su camino en aquel fantástico sueño y mientras recorría un sendero de piedras vio a un hombre que caminaba tranquilamente y le pidió ayuda para salir de aquel lugar. El hombre le respondió que él no debía estar allí todavía y que tenía que seguir andando pues a unos cuantos metros había una salida. Pedro corrió y corrió hasta que quedó frente a una ventana estrecha por la que apenas pudo escabullirse, momento en el que despertó. Pedro estaba totalmente recuperado y ya a partir de entonces empezó a recordar su sueño. Quería que su familia y todas las personas conocieran a esos animales fantásticos. Entonces, aprovechando su habilidad de cartonero, Pedro Linares tomó un pedazo de papel, moldeó esas figuras, las pintó igual a como estaban en sus sueños y así les dio entidad a los alebrijes. A lo largo de su vida Don Pedro Linares mostró su trabajo a mucha gente, tanto en México como en el extranjero, y fue invitado a los Estados Unidos y a Europa para exhibir sus obras. Conservó las tradiciones populares que había heredado de sus abuelos y sus padres y aportó una invaluable creación al arte mexicano y a esas mismas tradiciones. Pedro Linares López trabajó jornadas de dieciséis horas todos los días hasta un día antes de su muerte, la que tuvo lugar el 26 de enero de 1992, a la edad de 86 años. Ahora, Miguel Linares, Paula García, Blanca y Elsa Linares continúan con la tradición y el trabajo que Pedro les dejó como herencia, las extraordinarias piezas reconocidas a nivel mundial: los alebrijes.  En una versión distinta de la que se acaba de relatar se dice que al pintor mexicano José Antonio Gómez Rosas, apodado El Hotentote, a su paso por la Academia de San Carlos, en donde se organizaba anualmente un baile de máscaras, se le pidió que realizara una serie de telones, por lo que le encargó a su cartonero Pedro Linares que hiciera una nave y un alebrije. Ante esa petición Linares le preguntó al pintor cómo hacerlo, a lo que este respondió: “toma un Judas y ponle cola y alas de murciélago”. En las pinturas de El Hotentote suelen aparecer figuras zoomorfas y fantásticas en las que se combinan partes de reptiles, de aves, de anfibios, de insectos y de mamíferos, al igual que diferentes épocas y estilos.
A partir del sueño que tuvo en 1936 Linares comenzó a diseñar figuras extrañas y coloridas con alas, cuernos, colas, colmillos y demás. Esas esculturas fueron descubiertas por sus primeros clientes, que eran maestros pirotécnicos, y luego por la cineasta Judith Brownouski, quien dio a conocer a nivel mundial la historia de los alebrijes y al maestro Pedro Linares López a través de un documental que ella misma produjo y dirigió.
Pedro Linares recibió el Premio Nacional de Ciencias y Artes 1990 por su gran trayectoria artística y por su creación: los alebrijes. En la actualidad los hijos y los nietos de Linares, así como miles de cartoneros más, continúan con la tradición familiar creando alebrijes.
Desde el año 2007 el Museo de Arte Popular realiza el Desfile de alebrijes monumentales, conocido como Noche de los alebrijes.

## Alebrijes originales

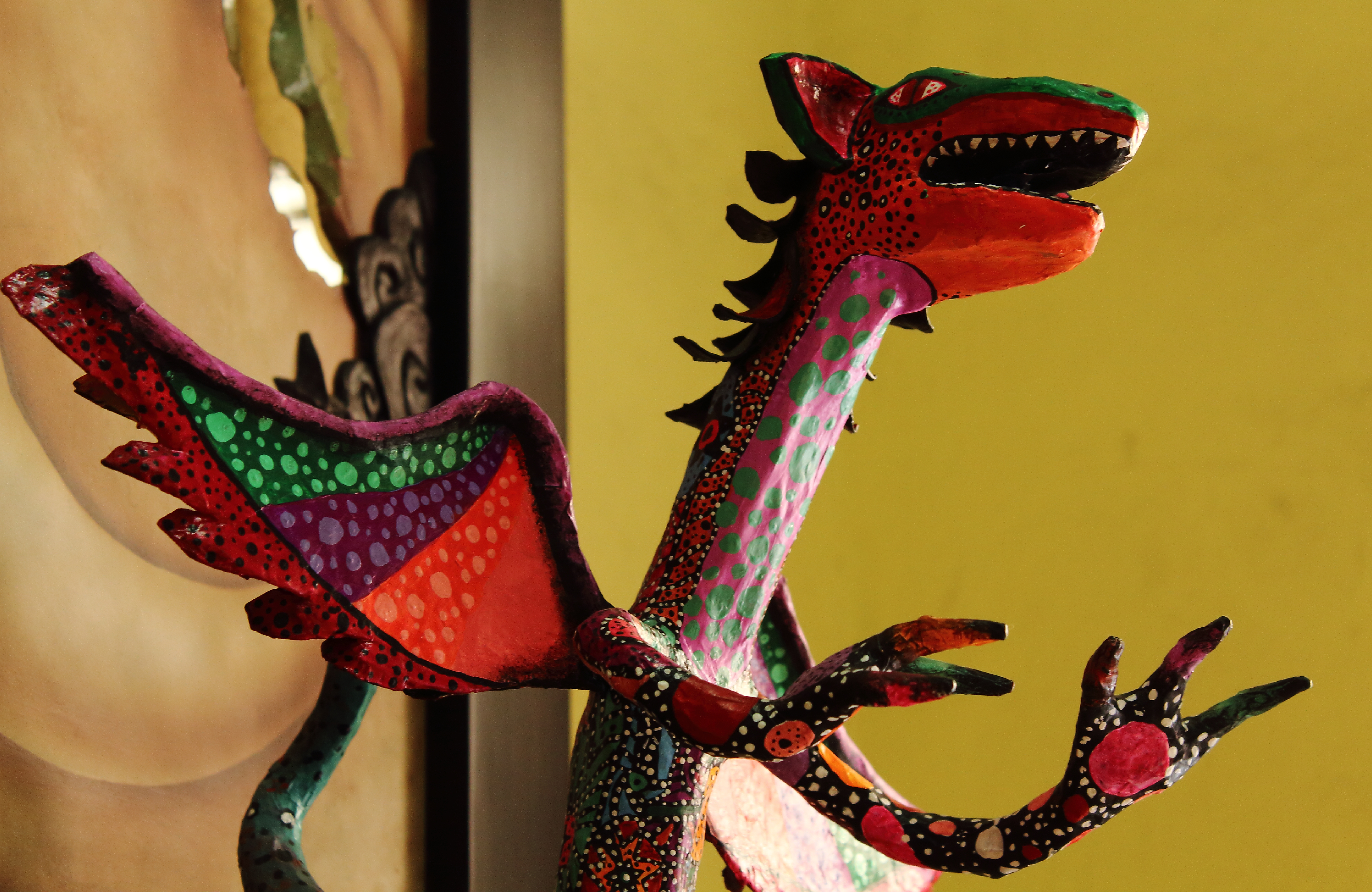
Alebrije hecho por artesanos poblanos, México.

Los alebrijes surgieron en  la Ciudad de México,  en un taller del Barrio de la Merced, en el año 1936. Pedro Linares, el personaje al que se atribuye la creación de los primeros alebrijes así como la invención del término mismo, era un artesano especializado en la fabricación de piñatas, máscaras de carnaval y figuras de Judas de papel maché que solía vender en mercados como el Mercado de La Merced. Finalmente, el dueño de una galería de arte de Cuernavaca descubrió su trabajo y así fue como la obra de Linares captó la atención de Diego Rivera y Frida Kahlo, quienes comenzaron a encargar la elaboración de más alebrijes. El alebrije, como tradición, creció después de que la cineasta Judith Bronowski filmara el documental ya mencionado acerca de Linares en el año 1975. En 1990, dos años antes de su muerte, Pedro Linares López recibió el Premio Nacional de Ciencias y Artes en la categoría Artes y Tradiciones Populares, lo que inspiró a otros artistas que ya hacían alebrijes también. Diego Rivera decía que nadie más que Linares podía realizar las figuras que él pedía; el trabajo que Linares efectuó para Rivera se encuentra en el Museo Anahuacalli de la Ciudad de México.

## Alebrijes en Oaxaca

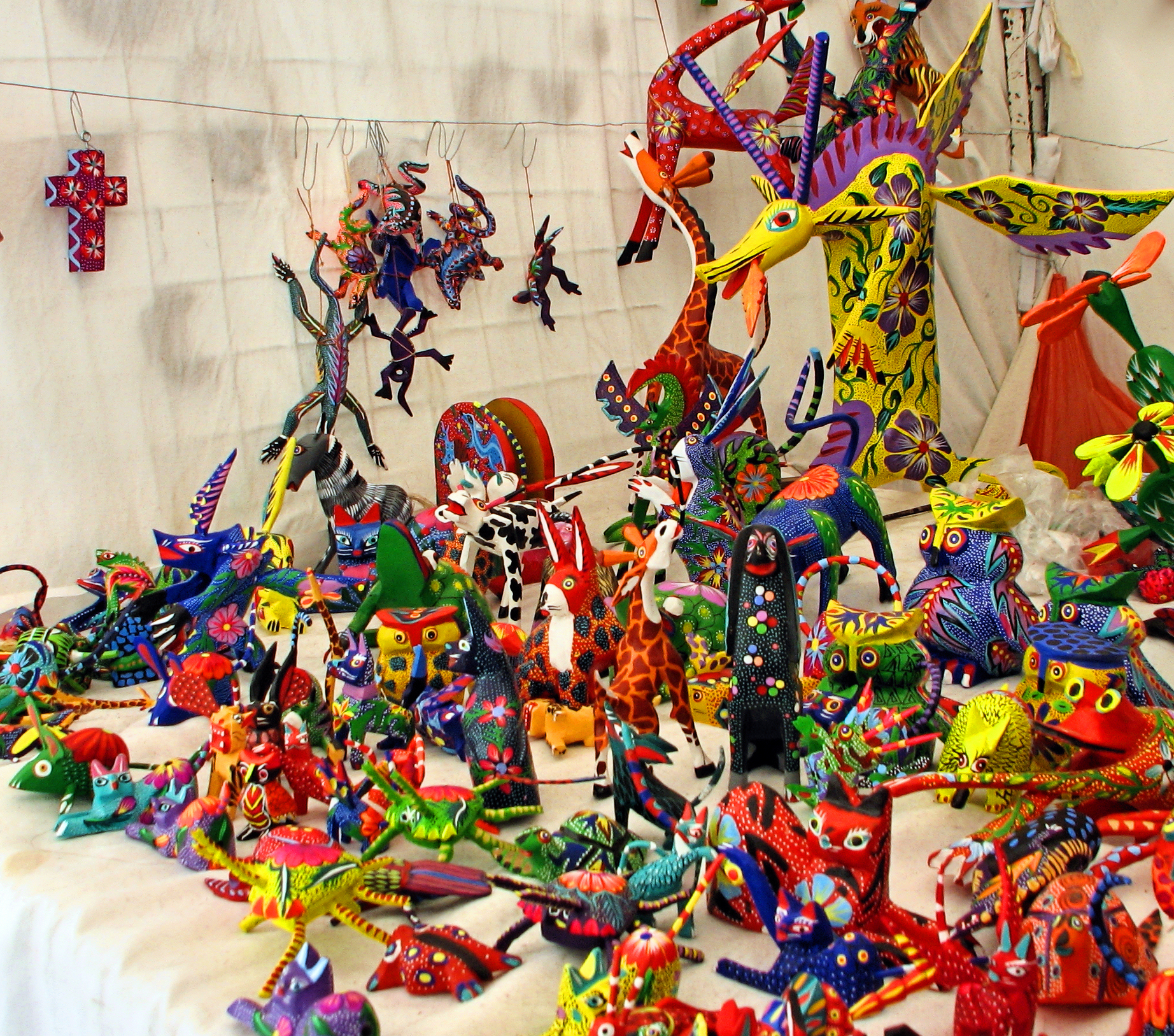
Alebrijes de Oaxaca.

En la región de Oaxaca son populares los alebrijes tallados en madera de copal. La elaboración de estas artesanías es la base de la economía de los poblados de San Martín Tilcajete y San Antonio Arrazola, donde numerosas familias trabajan en la talla de figuras que luego colorean con pintura vinílica y comercializan en las plazas, mercados y talleres de la región.

El alebrije de Oaxaca es una combinación de la tradición de talla de madera de la región y la técnica creada por Linares. Esta artesanía se introdujo en la zona de Oaxaca en la década de 1980 gracias a la realización de un taller de demostración llevado a cabo en los Estados Unidos. Dicho taller fue organizado por Judith Bronowski y contó con la participación de Manuel Jiménez Ramírez y la artesana textil María Sabina, ambos originarios de Oaxaca. La adaptación del alebrije fue perfeccionada por Manuel Jiménez Ramírez, oriundo de San Antonio Arrazola. Los diseños de Linares se adaptaron a la técnica de tallado de madera de copal, pues esta técnica era la dominada por los artesanos de la región oaxaqueña.

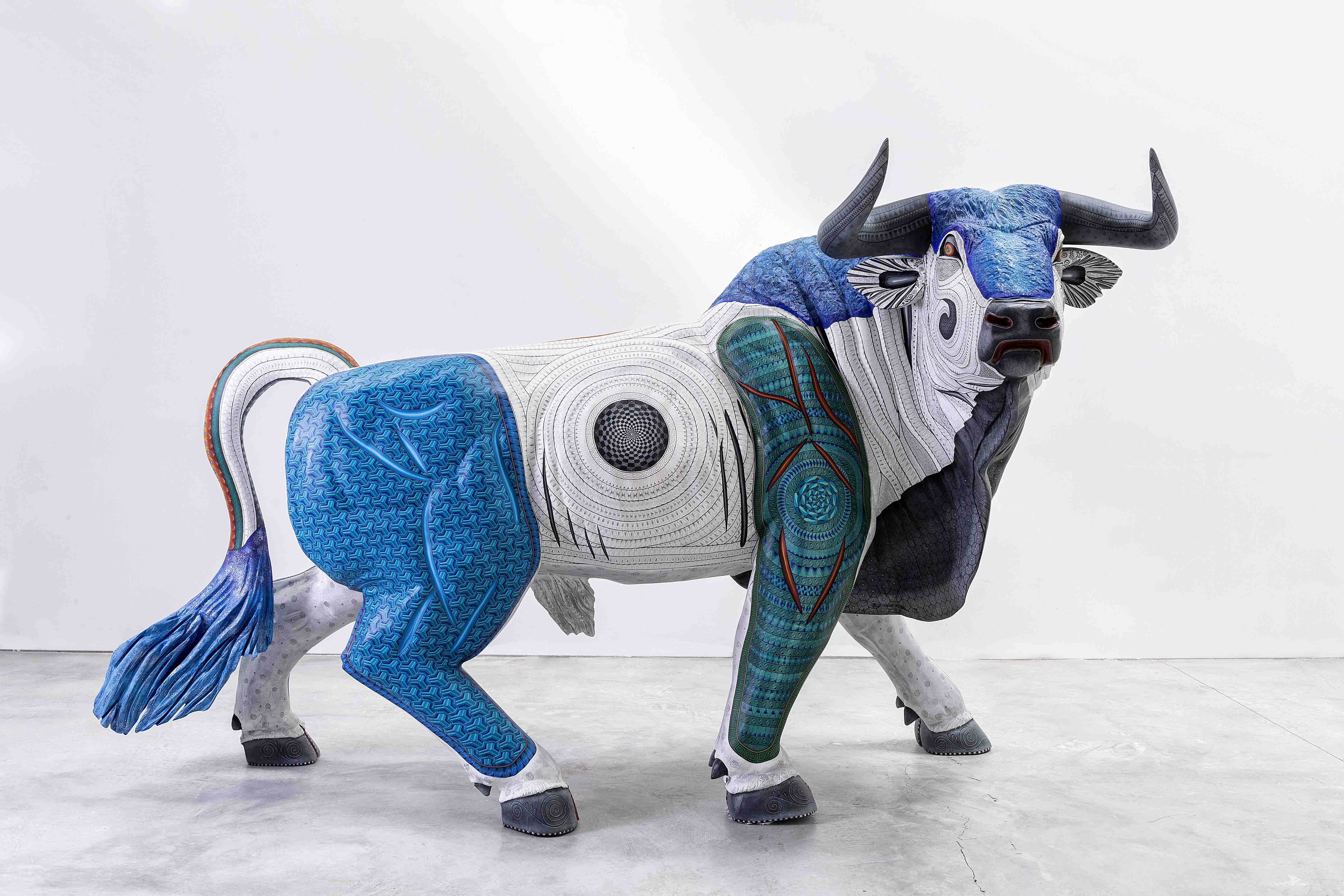
Alebrije de gran formato que representa un Toro de Lidia en la galería de Arte Marakame.

Después de la adaptación de Jiménez el alebrije se adoptó como artesanía tanto en San Antonio Arrazola como en San Martín Tilcajete y La Unión Tejalapan. La producción de alebrijes favoreció con desarrollo económico a la región pero también generó problemas como la deforestación de los árboles de copal. El problema de la deforestación se ha tratado de compensar mediante planes de reforestación que no han sido del todo exitosos.
Además de Oaxaca, existen algunos museos y galerías con exposición permanente de Alebrijes, como el Museo de Arte Popular, en Ciudad de México, con los alebrijes más tradicionales, y la galería de Arte Marakame, en Morelia, Michoacán, que tiene alebrijes principalmente de alta gama.

## Artistas destacados de Oaxaca
Entre los artistas destacables de la región de Oaxaca se encuentran Zeny Fuentes, Efraín Fuentes, Manuel Jiménez, Julia Fuentes, Jacobo Angeles y Miguel Sandiego.
Es importante mencionar que el alebrije es un artículo artesanal porque es único y no se puede repetir en un molde puesto que si así fuera dejaría de considerarse una artesanía como tal dentro del grupo denominado de los alebrijes. El artesano moldea su trabajo y lo que le va añadiendo paso a paso determina su valor.
Zeny Fuentes trabajando en su taller de alebrijes en San Martín Tilcajete.
Efraín Fuentes Santiago trabaja en una obra en San Martín Tilcajete.
Isaías Jiménez, en su taller, da forma a un alebrije en una pieza de madera.
En el taller de la familia Jiménez se ven piezas talladas en madera antes de ser pintadas.
Las pinturas que se usan para decorar los alebrijes en el taller de los Jiménez.
Artesana de San Antonio Arrazola pinta detalles de un alebrije que representa un mariachi.
Alebrije a medio pintar en el taller de los Jiménez.
Puercoespín creado en el taller “Artesanías Pepe Santiago” de la región de Arrazola.
Más que una artesanía
Alebrije de Gerardo Iván Linares Gómez en la Exposición y Desfile de alebrijes monumentales 2012, Museo de Arte Popular.
Alebrijes de mercado.
Oaxaca ya producía pequeñas esculturas de animales a nivel local pero con el impulso dado por estas manifestaciones la fabricación aumentó de manera importante. En esta región el labrado de la madera se conocía y estaba presente desde la época antigua: el arte zapoteca del período prehispánico y la cultura mesoamericana usaban este material para producir máscaras, tótems, instrumentos musicales y pequeños objetos. Muchos de esos productos se utilizaban para apoyar a las poblaciones; por ejemplo, se los usaba para atraer a los animales y así poder capturarlos, y también para espantarlos y de ese modo poder defenderse. Después, en el período colonial, a causa de la necesidad de los misioneros cristianos de utilizar todas las formas útiles de entablar conversación con los indígenas, el tallado tomó otras vías: se empezaron a construir grandes estatuas de ángeles y santos e importantes cruces y altares para adornar y embellecer las nuevas iglesias católicas, para procesiones y para representaciones religiosas. Después de la guerra de Independencia (1810-1821) el labrado de la madera pasó a segundo plano y se realizó exclusivamente con fines prácticos, como la fabricación de objetos de uso común del tipo de platos, bandejas, muebles, instrumentos musicales y juegos; empezaron a escasear los escultores especializados, profesión solo difundida como trabajo de ayuda económica para campesinos y otras categorías. Por ese motivo la nueva forma de arte, ligada al tallado de la madera de un modo inédito y singular inspirado en el cartón piedra de Linares, hizo suyos los antiguos modelos y a partir de ellos creó otros originales nunca usados antes.
El labrado de la madera de copal (Bursera cuneata) siempre estuvo presente en estas zonas geográficas. Originaria de América del Sur esta planta, utilizada también como incienso por las sustancias aromáticas que contiene, es parte de la tradición autóctona. Como se trata de un material muy tierno, recién cortado y todavía verde es muy fácil de esculpir, y de hecho se lo trabaja con machete y con simples cuchillos de cocina, siguiendo siempre la forma original, sugerida por la misma madera; además de ese material en la actualidad se utiliza madera de pino, ocote y cedro, aparte de máquinas para la elaboración. Para dejar la superficie lisa y uniforme se trabaja pasando por encima simple arena y así la pieza está lista para ser decorada. En el pasado se utilizaban colores con base de anilina pero con el tiempo los artistas se dieron cuenta de que no duraban demasiado e irremediablemente iban perdiendo su brillo hasta quedar desteñidos, por eso hoy han sido sustituidos por colores acrílicos. Además de la pintura, que se aplica con pinceles de varias medidas fabricados expresamente por los propios artesanos para satisfacer sus exigencias decorativas, los alebrijes están adornados con aguijones, pelos de animales y espinas de cactus, materiales usados también para fines pictóricos puesto que gracias a ellos es posible dejar trazos muy finos y regulares.

## Alebrijes en el cine
En la película animada Coco de Disney Pixar aparecen alebrijes en el mundo de los muertos al que Miguel accede, los cuales son criaturas que guían y protegen a cada difunto en dicho mundo. Incluso el perrito "Dante" quien va también junto a Miguel se convierte en un alebrije al ser su cuidador y salvador durante su travesía.
En la película mexicana La leyenda de la nahuala aparece un Alebrije que habita dentro de un libro en la biblioteca la cual es de la casona y este ayuda al protagonista con sus conocimientos a vencer al monstruo. No obstante en la tercera entrega de nombre La leyenda de las momias de Guanajuato otro Alebrije pero hippie aparece pero este teniendo el nombre de Evaristo. Más adelante en la precuela de esta misma saga Las leyendas: el origen un alebrije llamado Aniceto fue el tutor de las calaveritas de azúcar Finado y Moribunda.